# Zuchtverband
Ein Zuchtverband ist ein Verein, in dem sich Züchter und Halter von Tieren zusammenschließen. Ziel eines Zuchtverbandes ist die Verbesserung oder Erhaltung der jeweiligen Rassen, für die der Zuchtverband zuständig ist. Die Zuchtverbände legen das  Zuchtziel fest. Sie fördern den Informationsaustausch unter Züchtern und die Vermarktung der gezogenen Tiere.
Der Zuchtverband führt das Zuchtbuch (auch Zuchtstammbuch), in dem die einzelnen Tiere, deren Abstammung und Leistungen verzeichnet sind. In der Pferdezucht heißen die Zuchtbücher Stutbuch.
In vielen Ländern werden Zuchtverbände für landwirtschaftliche Nutztiere staatlich gefördert, weil die Verbesserung der Tierzucht ein staatliches Interesse darstellt.